# Budynek

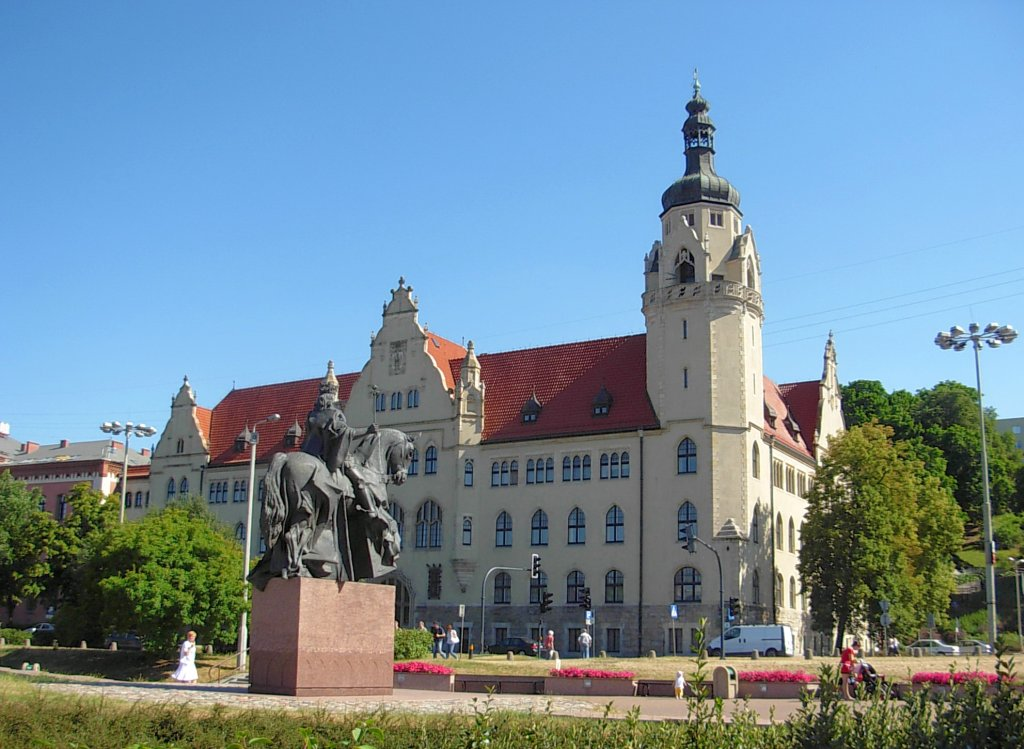
Monumentalny, eklektyczny Gmach Sądu Okręgowego w Bydgoszczy

Budynek (także gmach) – rodzaj budowli lub jej część, w zakresie której wydzielono poprzez przegrody budowlane, takie jak ściany zewnętrzne i dach lub stropodach, przestrzeń użytkowaną przez człowieka w rozmaity sposób (funkcja mieszkalna, magazynowa, techniczna, produkcyjna, przechowywania zwierząt, przechowywania dzieł sztuki itp.). Przestrzeń ta może być wewnętrznie dzielona poprzez elementy budynku takie jak ściany stropy.
W polskim prawie budowlanym jest to obiekt budowlany trwale związany z gruntem, wydzielony z przestrzeni za pomocą przegród budowlanych, posiadający fundamenty i dach.

## Rodzaje budynków według przeznaczenia
- budynki przemysłowe
- budynki transportu i łączności
- budynki handlowo-usługowe

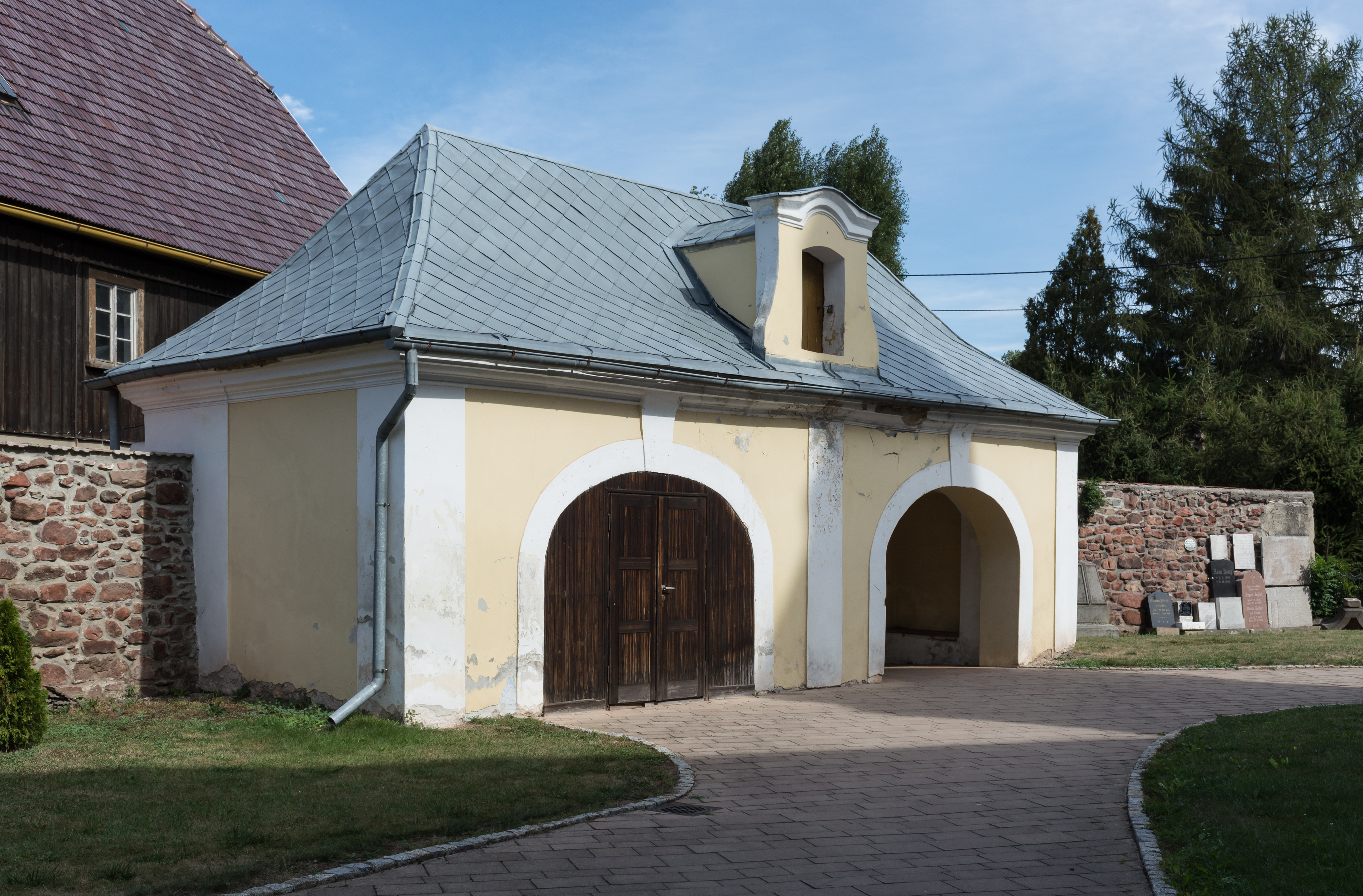
Budynek bramny w Ścinawce Średniej, 2015

- zbiorniki silosy i budynki magazynowe
- budynki biurowe
- budynki szpitali i inne budynki opieki zdrowotnej
- budynki oświaty, nauki i kultury oraz sportowe
- budynki produkcyjne, usługowe i gospodarcze dla rolnictwa
- pozostałe budynki niemieszkalne
- budynki mieszkalne[3]

## Podział budynków według wysokości
Podział obowiązujący w polskim prawie budowlanym:
- niskie (N) – do 12 m włącznie nad poziomem terenu lub mieszkalne o wysokości do 4 kondygnacji nadziemnych włącznie
- średniowysokie (SW) – ponad 12 do 25 m włącznie nad poziomem terenu lub mieszkalne o wysokości ponad 4 do 9 kondygnacji nadziemnych włącznie
- wysokie (W) – ponad 25 do 55 m włącznie nad poziomem terenu lub mieszkalne o wysokości ponad 9 do 18 kondygnacji nadziemnych włącznie
- wysokościowe (WW) – powyżej 55 m nad poziomem terenu[4]